# Bruce Cathie
Bruce Leonard Cathie (ngày 11 tháng 2 năm 1930 – ngày 2 tháng 6 năm 2013) là một phi công của hãng hàng không New Zealand đã viết bảy cuốn sách liên quan đến đĩa bay và một "lưới năng lượng thế giới".

## Quan điểm
Luận điểm trung tâm của Cathie là ông có thể sử dụng toán học để mô tả một mô hình giống như lưới trên Trái Đất (tức là trường điện động trên Trái Đất) cung cấp năng lượng cho đĩa bay và điều khiển ngày và nơi bom hạt nhân có thể hoạt động; trong cuốn sách "The Harmonic Conquest of Space" (Cuộc chinh phục không gian hài hòa). Qua cuốn "The Harmonic Conquest of Space", ông tuyên bố đã dự đoán và ghi lại thành công vụ nổ hạt nhân đầu tiên của Pháp bằng cách sử dụng "toán học" hài hòa của mình, dựa trên các tọa độ lượng giác và vĩ độ/kinh độ địa vật lý.
Các giả thuyết của ông giống với Synergetics của Buckminster Fuller that trong thực tế, mọi thứ đều là vectơ năng lượng; điều này được phản ánh trong việc "nhập thành" các phương trình tương đối của Einstein.
Cathie nói rằng lần đầu tiên ông nhìn thấy một chiếc đĩa bay trên cảng Manukau, Auckland vào năm 1952 và trong các cuộc thảo luận với các phi công hàng không khác đã phát hiện ra điều này không phải là hiếm.
Cuốn sách đầu tiên Harmonic 33 (Hòa âm 33) của ông, được xuất bản tại New Zealand vào năm 1968 và được Sphere Books tái bản tại Vương quốc Anh vào năm 1980.
Tác giả thế hệ millennial của New Zealand là Barry Smith tuyên bố đã nhận được thông tin về những hạn chế đối với vũ khí hạt nhân từ Cathie. Một cuộc phỏng vấn với ông đã được phát trong tập thứ tư của loạt phim thứ tư trong chương trình truyền hình Mỹ In Search of....
Cùng hợp tác với nhà toán học Rod Maupin, họ đã phát triển phần mềm (Gridpoint Atlas) để vẽ các đường lưới được đề xuất trên Google Earth.
Lý thuyết đường lưới của Cathie đã được thảo luận trong Mùa 12, Tập 122: "Ancient Architects" (Kiến trúc sư cổ đại) của chương trình truyền hình Mỹ, Ancient Aliens (Người ngoài hành tinh cổ đại). Tác phẩm của anh được đề cập gần cuối tập. Ngày phát sóng ban đầu là ngày 19 tháng 5 năm 2017.
Cathie qua đời ở Takapuna vào năm 2013.

## Tác phẩm
- Harmonic 33 (1968), ISBN  1-539-79723-6
- Harmonic 695 - The UFO and Anti-Gravity (1971), ISBN  0-589-00661-4
- Harmonic 288 - The Pulse of the Universe (1977), ISBN  1-976-21787-3
- Harmonic 371244 - The Bridge to Infinity (1989), ISBN  0-922356-00-9
- The Energy Grid (1990), ISBN  0-932813-44-5
- The Harmonic Conquest of Space (1994), ISBN  0-646-21679-1

## Phim tài liệu & Video
- The Harmonic Code - The Harmonics of Reality (2007)